# Partit Socialista Italià d'Unitat Proletària
Partit Socialista Italià d'Unitat Proletària (PSIUP) és el nom de dos partits polítics italians.

## Partit Socialista Italià d'Unitat Proletària (1943-1947)
Fou la denominació que va assumir el Partit Socialista Italià (PSI) el 1943, que fou seguit de la fusió amb el Moviment d'Unitat Proletària (MUP) de la República Socialista de Lelio Basso, i la Unió Popular Italiana (UPI). El partit mantingué aquesta denominació fins al 1947, quan recuperà la denominació PSI per a evitar que se l'apropiés el nou partit fundat per Giuseppe Saragat (PSLI).

## Partit Socialista Italià d'Unitat Proletària (1964-1972)
El 12 de gener de 1964, d'una escissió esquerrana del PSI, es constituí el nou Partit Socialista Italià d'Unitat Proletària (PSIUP), dirigit per Tullio Vecchietti (secretari) i del que en formaren part Lelio Basso, Vittorio Foa, Lucio Libertini, Emilio Lussu, Alcide Malagugini, Francesco Cacciatore detto Cecchino i Dario Valori, els toscans Silvano Miniati, Guido Biondi, Aristeo Biancolini, Daniele Protti, Dante Rossi, el calabrès Mario Brunetti, el piemontès Pino Ferraris, i els sindicalistes Elio Giovannini, Antonio Lettieri i Gastone Sclavi.
S'hi adheriren al PSIUP tots aquells militants socialistes contraris a la formació d'un govern de centreesquerra format pel PSI i la DC, ja que preferien l'alianç amb el Partit Comunista Italià.
El PSIUP va assolir un bon resultat a les Eleccions legislatives italianes de 1968, aprofitant el ressò de les protestes estudiantils; mentre que a les eleccions legislatives italianes de 1972 no va obtenir cap escó al Parlament italià.
El 13 de juliol de 1972 el IV Congrés del PSIUP deliberà l'autodissolució del partit i la consegüent confluència en el Partit Comunista Italià. La majoria dels ponents (67%), com L. Libertini, D. Valori, T. Vecchietti, recomençaria la seva activitat política en el PCI, mentre que una minoria reformista (9%), representada per Giuseppe Avolio, Nicola Corretto i Vincenzo Gatto, retornà al Partit Socialista Italià. Un ample sector esquerrà (23,8%), dirigit per V. Foa i S. Miniati, optà per la refundació del partit amb el "Nou PSIUP".
Al cap de cinc mesos el Nou PSIUP el desembre de 1972 es va fondre amb Alternativa Socialista (esquerra del dissolt Moviment Polític dels Treballadors), constituint el Partit d'Unitat Proletària (PdUP).

## Resultats electorals

### Parlament italià
| Any  | Líder             | Vots           | %   | Diputats | +/− | Vots         | %            | Senadors | +/- |
| ---- | ----------------- | -------------- | --- | -------- | --- | ------------ | ------------ | -------- | --- |
| 1968 | Tullio Vecchietti | 1,414,697 (5è) | 4.5 | 23 / 630 | Nou | Dins del PCI | Dins del PCI | 13 / 315 | Nou |
| 1972 | Tullio Vecchietti | 648,591 (8è)   | 1.9 | 0 / 630  | 23  | Dins del PCI | Dins del PCI | 11 / 315 | 2   |

### Secretaris
- Tullio Vecchietti (gener 1964 - setembre 1971)
- Dario Valori (octubre 1971 - juliol 1972)